# ハンス・ロディ (駆逐艦)
Z10 ハンス・ロディ (Z10 Hans Lody) はドイツ海軍の駆逐艦。1934A型。

## 艦歴
就役後、イギリス東岸へ磁気機雷敷設任務などに従事した。1938年12月7日にヴィルヘルムスハーフェンに帰還。、1940年6月8日、ユーノー作戦中にアドミラル・ヒッパーと共に輸送船オラマを撃沈した。
第二次世界大戦終後は敗戦の賠償としてイギリスに引き渡された。イギリスでは試験艦として運用され、1949年に解体された。